# 托尔舍弗隆
托尔舍弗隆（法語：Torchefelon，法語發音：[tɔʁʃəfəlɔ̃]）是法国伊泽尔省的一个市镇，属于拉图尔迪潘区。

## 地理
托尔舍弗隆（45°31'13"N, 5°24'1"E）面积8.68 平方千米，位于法国奥弗涅-罗讷-阿尔卑斯大区伊泽尔省，该省份为法国东南部内陆省份，北起顺时针与安省、萨瓦省、上阿尔卑斯省、德龙省、阿尔代什省、卢瓦尔省和罗讷省。
与托尔舍弗隆接壤的市镇（或旧市镇、城区）包括：比奥勒、杜瓦桑、蒙塔尼约、圣布朗迪娜、圣维克托德塞雪、叙雪。

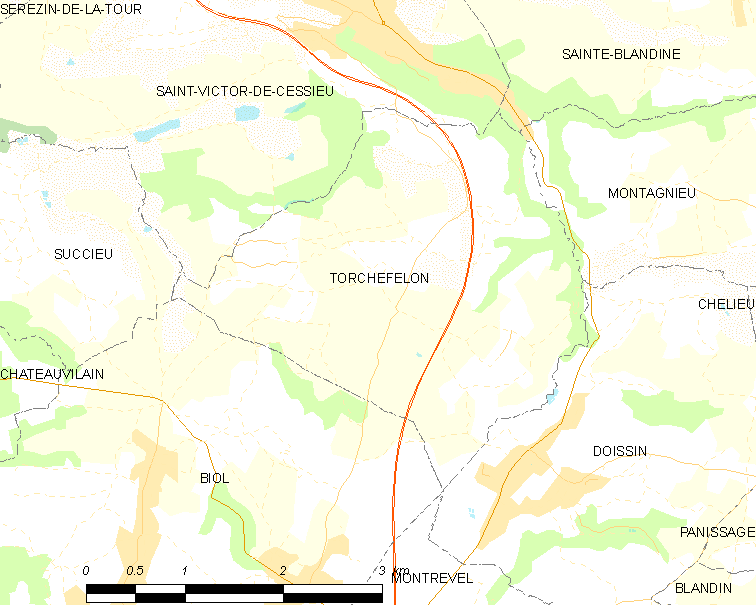
托尔舍弗隆的OSM定位图

托尔舍弗隆的时区为UTC+01:00、UTC+02:00（夏令时）。

## 行政
托尔舍弗隆的邮政编码为38690，INSEE市镇编码为38508。

## 政治
托尔舍弗隆所属的省级选区为拉图尔迪潘县。

## 人口

1962-2008年间托尔舍弗隆人口变化图示

托尔舍弗隆于2022年1月1日时的人口数量为823人。